# 온곡중학교
온곡중학교(溫谷中學校)는 대한민국 서울특별시 노원구 상계동에 위치한 공립 중학교이다.

## 학교 연혁
- 1991년 1월 21일 : 온곡중학교 설립 인가
- 1991년 2월 8일 : 신입생 12학급(남 5학급, 여 7학급) 배정
- 1991년 3월 1일 : 초대 이상원 교장 취임
- 1991년 3월 5일 : 제1회 입학식(12학급)
- 1994년 2월 14일 : 제1회 졸업식(남 270명, 여 384명 계 654명)
- 2018년 12월 31일 : 체육관 준공
- 2022년 9월 1일 : 제11대 강정규 교장 취임
- 2023년 2월 2일 : 제30회 졸업식(8학급 178명)

## 참고 자료
- 온곡중학교 - 한국교육학술정보원 학교알리미